# Quassia
Quassia es un género de plantas de la familia Simaroubaceae. Su tamaño lo disputan algunos botánicos indicando que solo tiene una especie, Quassia amara de Suramérica tropical, mientras que otros lo amplían al subtrópico conteniendo unas 40 especies de árboles y arbustos.
Etimología
Quassia: nombre genérico que fue otorgado por Linneo en honor del descubridor de la planta, el Surinamés liberto Graman Quassi.

## Especies
- Quassia africana
- Quassia amara
- Quassia bidwillii
- Quassia indica - manungal de Filipinas, niepa de la India.[2]
- Quassia undulata